# Kai Friis Møller
Kai Friis Møller, född 15 augusti 1888, död 22 februari 1960, var en dansk författare.
Friis Møller har utgett flera formsäkra diktsamlingar, varibland märks Digte (1910), där Gallionsfigurens Sang ingår och Indskrifter (1921). Han skrev även lyckade versifierade översättningar av fransk och engelsk lyrik. Friis Møller verkade även som litterär kritiker, dels i dagspressen, bland annat i Politiken, dels i de av honom själv utgivna Nye Intelligensblade (1920-21). Som kritiker gjorde han sig fruktad genom sina skarpa randanmärkningar.